# Paul Wells
Paul Wells (* 12. Februar 1930; † 1. September 2005) war ein US-amerikanischer Toningenieur und Lichttechniker. In seiner über 20-jährigen Karriere war er zweimal für den Oscar nominiert: 1978 für Am Wendepunkt und 1980 für The Rose. Daneben wirkte er laut Internet Movie Database an etwa 42 Filmen mit. 1988 war er außerdem für einen Emmy für seine Mitwirkung an der Fernsehserie Magnum nominiert.

## Filmografie (Auswahl)
- 1977: Am Wendepunkt (The Turning Point)
- 1977: Straße der Verdammnis (Damnation Alley)
- 1978: Damien – Omen II (Damien: Omen II)
- 1978: Driver
- 1978: Eine Farm in Montana (Comes a Horseman)
- 1978: König der Zigeuner (King of the Gypsies )
- 1979: Norma Rae – Eine Frau steht ihren Mann (Norma Rae)
- 1979: Vier irre Typen – Wir schaffen alle, uns schafft keiner (Breaking Away)
- 1979: The Rose
- 1980: Brubaker
- 1980: Agentenpoker (Hopscotch)
- 1980: Warum eigentlich … bringen wir den Chef nicht um? (Nine to Five )
- 1981: Caveman – Der aus der Höhle kam (Caveman)
- 1982: Eigentlich wollte ich zum Film (I Ought to Be in Pictures)
- 1982: Liebesgrüße aus dem Jenseits (Kiss Me Goodbye)
- 1983: Ein Richter sieht rot (The Star Chamber)
- 1983: Zwei vom gleichen Schlag (Two of a Kind)
- 1984: Die Rache der Eierköpfe (Revenge of the Nerds)
- 1985: Das Schlitzohr (Turk 182)
- 1985: Cocoon
- 1986: Zoff in Beverly Hills (Down and Out in Beverly Hills)
- 1986: Invasion vom Mars (Invaders from Mars)
- 1986: Robotech: The Movie
- 1986: Rosen der Rache (Roses Are for the Rich)
- 1986: Holt Harry raus! (Let's Get Harry)
- 1987: Superman IV – Die Welt am Abgrund (Superman IV: The Quest for Peace)
- 1987: Magnum (Magnum, P.I.)
- 1988: Amazonen auf dem Mond oder Warum die Amerikaner den Kanal voll haben (Amazon Women on the Moon)
- 1990: Der große Reibach (The Gravy Train)
- 1992: Im Glanz der Sonne (The Power of One)
- 1993: Herz in der Finsternis (Heart of Darkness)
- 1995: Carrington – Liebe bis in den Tod (Carrington)
- 1995: Haunted – Haus der Geister (Haunted)